# إميلي أوبراين
إميلي رويا أوبراين (بالإنجليزية: Emily O'Brien) (ولدت في 28 مايو 1985) ممثلة إنجليزية، نصف فارسي. بدأت مسيرتها في مسلسل التلفزيوني ماذا عن بريان.
واكتسبت شهرة أكبر مع مسلسل الشباب والاضطراب (2006).

## روابط خارجية
- إميلي أوبراين على موقع IMDb (الإنجليزية)
- إميلي أوبراين على موقع ألو سيني (الفرنسية)
- إميلي أوبراين على موقع أول موفي (الإنجليزية)
- إميلي أوبراين على موقع قاعدة بيانات الفيلم (الإنجليزية)
- إميلي أوبراين على موقع كينوبويسك (الروسية)
- The Digital Emily Project: Achieving a Photoreal Digital Actor
- Today’s Local News » Restless no more - Emily O'Brien
- Emily O'Brien